# George Ramsay Cook
George Ramsay Cook (28 novembre 1931 – 14 luglio 2016) è stato uno storico e docente canadese.
A partire dal 1989, fu per alcuni decenni il direttore generale del Dictionary of Canadian Biography.

## Biografia
Nel 1968 sostenne pubblicamente la candidatura di Pierre Elliott Trudeau alla guida del Partito Liberale del Canada. Dopo avere insegnato per dieci anni all'Università di Toronto e per un anno a quella di Harvard, dal 1969 al 1986 fu ordinario di storia alla York University della capitale. Dal 1978 al 1979 e nuovamente nel 1997 fu visiting professor all'Università di Yale.
Cook contribuì allo sviluppo della New Social History, una corrente di pensiero che applicò il ceto sociale, il genere e l'etnia come le tre principali categorie di analisi storiografica, nell'ambito della quale sostenne la necessità di focalizzare la ricerca storica sulle cosiddette "identità limitate" (limited identities). Tali idee furono formulate in un articolo pubblicato dall'International Journal nel 1967, in occasione del centenario della nascita della confederazione. L'articolo descriveva lo stato dell'arte degli studi sul nazionalismo canadese:
(George Ramsay Cook, International Journal, 1967)
Cook sposò Eleanor Cook, docente di inglese all'Università di Toronto.

## Riconoscimenti
- 1985: Governor General's Awards per il saggio intitolato The Regenerators: Social Criticism in British Victorian English;
- 1986: membro della Royal Society of Canada ed è stato nominato Ufficiale dell'Ordine del Canada;
- 1994: Ordine del Sacro Tesoro, ricevuto dal governo giapponese[2];
- 2005: Molson Prize nelle scienze sociali e umanistiche.